# Parathesis rothschuhiana
Parathesis rothschuhiana är en viveväxtart som beskrevs av Carl Christian Mez. Parathesis rothschuhiana ingår i släktet Parathesis och familjen viveväxter. Inga underarter finns listade i Catalogue of Life.